# 森村市左衛門

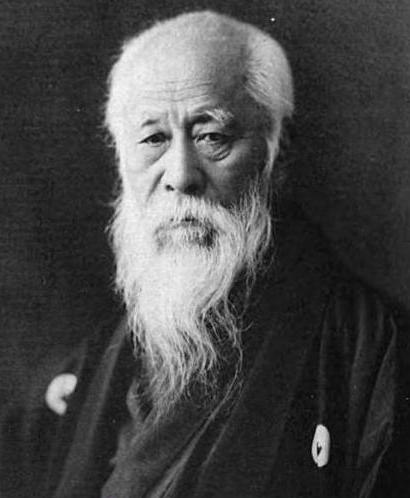
6代目森村市佐衛門

森村 市左衛門（もりむら いちざえもん）は、武具商・陶磁器業などを営んだ森村家の歴代当主が襲名した名前。特に、森村財閥の創設者である6代目・市左衛門（天保10年10月27日〈1839年12月2日〉- 大正8年〈1919年〉9月11日）が有名である。以下では、この6代を中心に説明する。

## 森村家の系譜
初代・市左衛門は遠江国森村（現：静岡県菊川市）出身とされる。旗本屋敷などに出入りする武具商であり、江戸・京橋に店屋敷をおいた。2代は初代の娘・歌子と結婚した甥の長次郎で、娘・吉子をもうけたが早世した。同様にこれ以降、5代までは森村家の娘が夫に迎えた者が当主となっている。3代は歌子が再婚した相手である。4代は吉子の夫であり、その娘・松子の夫が5代となった。5代と松子の間には6代が生まれ、6代の異母弟（松子の死後5代が再婚したもと子との子)・森村豊（6代とともに森村財閥を創設）とその妹・ふじが生まれた。ふじの夫は、大倉陶園を創業するなど森村財閥の発展に大きく寄与した大倉孫兵衛。7代は6代と妻・とめの次男・森村開作である。

## 6代目の活動

### 森村組設立まで
1839年、5代目森村市左衛門と松子の長男・市太郎として江戸京橋白魚海岸に生まれる。7歳で母を失い、13歳で呉服商・笹山宇兵衛の小僧となる。16歳の時に江戸の大火により屋敷・家財を全て失い、五郎兵衛町に転居するも、翌1855年の安政江戸地震に再び焼失したため銀座三丁目に賃居し、震災の片付け人足としての労働の傍ら、夜は銀座で露店を出し煙草入や財布を売った。こうして得た資金により一家はほどなく武具商に戻った。1858年の日米修好通商条約締結による開港を受けて、翌年から横浜で外国人の洋服・靴・鉄砲・懐中時計などを仕入れ、土佐藩・中津藩などに販売を始めた。この時、中津藩の福澤諭吉と知り合う。さらに戊辰戦争期には官軍の総督参謀である板垣退助の軍需品調達を担当し、騎兵用の鞍や軍服を売り財をなした。
明治維新後、この資金を元手に1869年から翌年にかけて大阪城内での養蚕や小樽での網を抵当とした漁師への融資事業、四国での銅山経営などを次々と行ったが、ほとんどが失敗し負債を抱えて破産した。しかし戊辰戦争での関係から帝国陸軍重騎兵用の馬具を製造・販売する工場の経営を始める。フランス軍から製造法を学び、工員が数百人を超えるまでに事業が成長して借金の返済に成功したが、担当の役人に賄賂を要求されたことから馬具製造業をやめたとされる。その後銀座で洋裁店モリムラテーラーを営んでいたが、1876年に異母弟の森村豊がニューヨークへ渡ることを決めたことから匿名組合森村組（現：森村商事）を設立した。

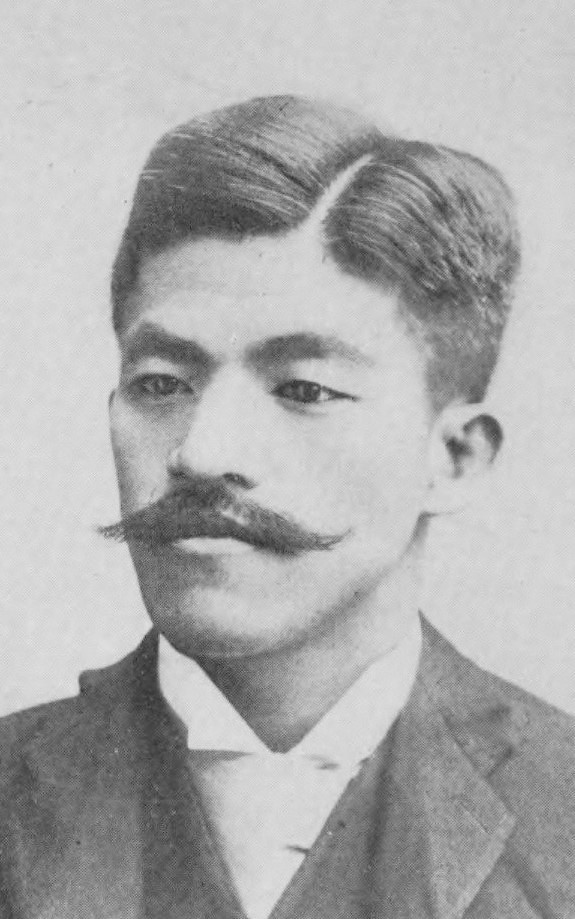
異母弟・森村豊（1854‐1899年）

### 森村組設立後
森村豊（トヨ）は、慶應義塾を卒業後、助教として勤めていたが、1876年（明治9年）内務省勧商局の支援と福澤諭吉の協力の下、佐藤百太郎が計画した「米国商法実習生」の一人に選ばれてニューヨークに渡る。現地の学校で商業・語学を3ヶ月学んだ後、現地で商売をしていた佐藤百太郎とともに日の出商会を設立。6代は骨董品や陶器・提灯などを仕入れて送り、業績が好調なことから森村豊は1878年にニューヨークの六番街で森村組の現地法人として森村ブラザーズ (Morimura Bros. & Company) を単独で開業した。また、6代の義弟・大倉孫兵衛は日本橋で老舗の絵草紙屋を経営していたが、間もなく森村組に参加した。森村ブラザーズの経営は小売から卸売への転換で順調に軌道に乗り、翌1879年には売上高が5万ドルを超えた。新しい店に移転（住所：546 Broadway）し120人以上の従業員を擁した。森村豊は福澤諭吉の推薦により村井保固を日本から迎え入れ、森村ブラザーズのアメリカ支配人とした。1893年（明治26年）に森村豊は、森村と同じ船で渡米した仲間の一人である新井領一郎のパートナーとして日本製生糸の輸入販売を行う「森村・新井商会」(Morimura, Arai & Company) を設立。 
ここで個々の商品当たりの利幅が大きい小売業から大量取引が可能な卸売業への転換を決断し、当時アメリカでの生産がほとんどなかった陶磁器、特に日用の食器を扱うようになる。1885年より注文を受けてから生産を行い、かわりに通常よりも値引きをすることで効率的な在庫管理に成功し、1889年には売上高が25万ドルに達した。1906年には推定売上げが約500万ドルと大きく伸びた。
取引の規模が大きくなったことから1893年には生地の生産地である名古屋に専属窯を設けるようになり、さらに翌年には、それまで東京・京都に外注していた絵付け（上絵付）の工程も集約して名古屋に絵付工場を設立した。なお、1894年1月16日には6代・市左衛門を襲名している。1906年には専属工場を全て合併し、錦窯組とした（後に日本陶器が吸収）。

### 日本陶器設立
このように経営を拡大する一方で、それまでの主力商品だった壺やコーヒーカップなど一点物の陶磁器だけでなく、百点近い皿・椀などからなるディナーセットの生産を目指して日本陶器合名会社（現在のノリタケ株式会社）を1904年に設立した。ディナーセットに用いる白色硬質磁器の開発は困難を極めたが、1910年に製作責任者に招きいれた江副孫右衛門の尽力などによって1914年についに完成し、7年後の1921年には対米輸出が6万セットを超えるまでになった。
従来からの一点物も輸出は順調であり、1914年日本の陶磁器輸出に占める日本陶器社製品の割合は40%以上となり、その後シェアは低下するものの金額は数倍に増えて1921年には会社の輸出額が1,000万円を超えた。また開発コスト負担の問題などから1909年に組織を見直し、日本陶器が生地を生産し、森村組は絵付けを担当、森村ブラザーズが営業・販売を行うこととなった。さらに1917年から翌年にかけてそれまでの森村組の事業と陶磁器以外の物品の輸出入を行う森村商事株式会社を設立し、森村組は持株会社となった。
この他、硬質磁器の製造技術を活かして1905年より高圧がいしの製造を始めて芝浦製作所（現：東芝）に納入し、没年の1919年には日本碍子株式会社として独立している。また、衛生陶器について1912年から研究を行い、1917年に東洋陶器株式会社（現：TOTO）を設立した。

### その他の事業・社会活動
貿易の専門家として1882年の日本銀行設立時に監事となった経験を活かし、1897年に森村銀行を設立した（1929年に三菱銀行（現在の三菱UFJ銀行）が吸収合併）。1895年には植林を目的として森村同族株式会社（現：森村産業株式会社）を設立し、山梨県富河村（現：南巨摩郡南部町）の山林を購入した。
また、市左衛門は教育・社会活動にも非常に積極的で、1901年に財団法人森村豊明会を設立し、教育事業や社会事業に多額の寄付を行った。豊明会の名称は、設立前年の1900年に相次いで死去した弟・豊と長男・明六の名から命名したものである。長男・森村明六は慶應義塾に入学の後、福沢諭吉が米国に留学させ、在米中の生活費や授業料などの必要経費は森村ブラザースの森村豊を経由して拠出されていた。明六は、明治25年（1892年）に慶應義塾卒業後の7年目に他界し、その56日後に、弟・森村豊も亡くなった為、長男と実弟の哀悼の意をあらわして市左衛門は「慶應義塾基本金」に六千円を寄贈。その後も、慶應義塾大学については、三田大講堂の建設（後に戦災で焼失した）や日吉台植樹資金寄附に尽力、慶應義塾特選塾員となった。
他、東京工業大学、早稲田大学、日本女子大学、高千穂大学にも多額の寄付を行っており、早稲田大学については、理工科開設期に基金管理委員に就任し寄附を、また6号館応用化学実験室「豊明館」の建設資金寄附をし、早稲田大学終身維持員となった。また、日本女子大学附属豊明小学校・幼稚園は、森村豊明会の寄付を記念して命名されたものである。
さらに、1910年には自邸内に私立南高輪尋常小学校・同幼稚園（現：森村学園）を創設した。
この他にも北里柴三郎の活動を早くから支援し、1892年に設立された伝染病研究所（現：東京大学医科学研究所、初代所長は北里柴三郎）や、北里が伝染病研究所から独立して1914年に設立した北里研究所にも多額の寄付を行った。
1915年にそれまでの功績に対して男爵・従五位に叙せられた。1919年に胃の幽門部の癌と萎縮腎のため79歳で死去て、正五位勲三等瑞宝章が追贈された。墓所は青山霊園(1イ20-11)。次男森村開作が7代目市左衛門を襲名した。

## 略歴（6代）
- 天保10年（1839年）父・5代目森村市左衛門と母・松子の長男として生まれる。幼名は市太郎。
- 弘化3年（1846年）実母・松子が亡くなる（享年29）。
- 弘化4年（1847年）祖父・4代市左衛門が58歳で亡くなり、父が5代を襲名。この頃に父は石田茂登子と再婚。
- 安政元年（1854年）異母弟・豊が生まれる。
- 安政2年（1855年）安政の大地震で屋敷・家財を全て失うが、まもなく武具商に戻る。
- 安政3年（1856年）40両の借金で家を新築する。借金は3年で返済。
- 安政6年（1859年）前年の開港に伴い、洋物商を始める。
- 文久3年（1863年）とめと結婚する。
- 慶応4年（1868年）戊辰戦争で官軍に軍需品を納める。
- 明治2年（1869年）大阪城内で養蚕を始める。豊が慶應義塾に入学。
- 明治3年（1870年）小樽で漁師に融資事業を行う。また、モリムラテーラーを開業。
- 明治4年（1871年）この頃、馬具製造業を始める。
- 明治5年（1872年）弟・銀次郎が亡くなる。
- 明治6年（1873年）長男・明六、次男・開作（後の7代市左衛門）が生まれる。
- 明治9年（1876年）豊とともに森村組（現：森村商事）を設立。
- 明治11年（1878年）ニューヨークに森村ブラザーズを設立。
- 明治15年（1882年）日本銀行監事に就任。
- 明治21年（1888年）父・5代市左衛門が亡くなる。
- 明治27年（1894年）父親の七回忌を機に6代市左衛門を襲名する。
- 明治30年（1897年）森村銀行を設立。
- 明治33年（1900年）長男・明六、弟・豊が相次いで死去。
- 明治34年（1901年）森村豊明会を設立。
- 明治37年（1904年）日本陶器合名会社（現：ノリタケ株式会社）を設立。
- 明治42年（1909年）森村組を改組し、総長となる。
- 明治43年（1910年）自邸内に南高輪尋常小学校・同幼稚園（現：森村学園）を開設。
- 大正4年（1915年）男爵・従五位に叙せられる。
- 大正6年（1917年）日本陶器株式会社、森村商事を創立。また、衛生陶器部門を分離し東洋陶器（現：TOTO）を設立。
- 大正7年（1918年）森村組を再改組し、持株会社とする。
- 大正8年（1919年）がいし部門を分離し日本碍子を設立。また大倉陶園を設立。79歳で死去。

## 栄典
- 1906年（明治39年）4月1日 - 旭日小綬章[6]
- 1915年（大正4年）12月1日 - 男爵[7]

### 評伝
- 砂川幸雄『森村市左衛門の無欲の生涯』草思社、1998年
- 大森一宏『森村市左衛門　通商立国日本の担い手』日本経済評論社〈評伝・日本の経済思想〉、2008年12月